# Constantí VI, príncep d'Armènia
Constantí VI o Gosdantin VI, numerat també com a Constantí V i com a Constantí IV (mort el 1373) fou rei del Regne Armeni de Cilícia, fill de Balduí i net de Constantí de Naghir (germà del rei Hethum I), elegit pels nakharark després de la mort de Constantí V el 1363. Va pertànyer per tant a la dinastia hethumiana i no a la dinastia Lusignan. La seva elecció fou complicada, ja que l'estat estava en període de descomposició i les lluites entre faccions s'accentuaven. Es va casar amb Maria de Korikos, vídua del seu predecessor. Va buscar l'ajut llatí i va oferir a Pere I de Xipre el port i castell de Korikos (Corycos). Al morir Pere el 1369 va intentar un tractat amb el sultà mameluc d'Egipte. Aquestes iniciatives no van agradar als nakharark que el 1373 van assassinar al rei, però la majoria dels barons va imposar el seu criteri d'acostament als llatins davant el greu perill i van cridar al tron a Lleó VI de Lusignan, fill (potser bastard) de Joan de Lusignan (regent d'Armènia Menor del 1342 al 1343).
| Precedit per: Constantí V | Regne Armeni de Cilícia 1364-1373 | Succeït per: Lleó VI |